# Kanton Barjac

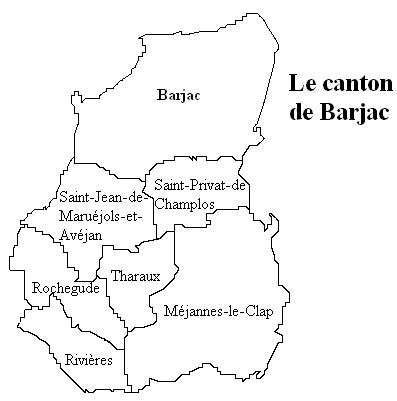
Kanton Barjac

Der Kanton Barjac war ein französischer Wahlkreis im Département Gard und im Arrondissement Alès. Er hatte den Hauptort Barjac und wurde 2015 im Rahmen einer landesweiten Neugliederung der Kantone aufgelöst.
Zum Kanton umfasste die Wahlberechtigten aus sieben Gemeinden:
| Gemeinde                          | Einwohner Jahr | Code INSEE | Postleitzahl |
| --------------------------------- | -------------- | ---------- | ------------ |
| Barjac                            | 1564 (2013)    | 30029      | 30430        |
| Méjannes-le-Clap                  | 690 (2013)     | 30164      | 30430        |
| Rivières                          | 336 (2013)     | 30215      | 30430        |
| Rochegude                         | 226 (2013)     | 30218      | 30430        |
| Saint-Jean-de-Maruéjols-et-Avéjan | 956 (2013)     | 30266      | 30430        |
| Saint-Privat-de-Champclos         | 336 (2013)     | 30293      | 30430        |
| Tharaux                           | 55 (2013)      | 30327      | 30430        |